# Denon Records
Denon Records fue una compañía discográfica japonesa, especializada en música clásica y jazz.

## Historia
La precursora de la firma, "Nippon Chikuonki Shōkai" (Compañía Fonográfica Japonesa), fue fundada en 1910 por el empresario estadounidense Frederick Whitney Horne. La compañía emprendió rápidamente un programa de grabaciones, convirtiéndose en una de las primeras compañías japonesas en hacerlo. Produjo discos de la soprano Tamaki Miura, entre otros. En 1927 se afilió a la British Columbia Company, y al año siguiente cambió su nombre por el de "Nippon Columbia Chikuonki Kabushiki Kaisha". Además de comercializar un gran número de grabaciones de Columbia, la empresa ganó popularidad con las grabaciones del tenor Yoshie Fujiwara.
En 1935 finalizó la gestión extranjera de la empresa, tras lo cual pasó a ser administrada con capital japonés y en 1946 su nombre comercial cambió a "Nippon Columbia Kabushiki Kaisha". A partir de 1948 distribuyó grabaciones de la Columbia americana (la relación con la CBS americana continuó hasta 1968, y la de la British Columbia Company hasta 1962). Publicó LPs de interpretaciones de Bruno Walter, George Szell, Nathan Milstein y el Cuarteto de Budapest. En 1958 inició la venta de discos en estéreo y, a partir de 1960 aproximadamente, grabó obras de compositores japoneses. A través de sus contratos con Erato y Supraphon, también contribuyó a la emisión de música clásica.
En 1963 fue absorbida por Nippon Columbia y originalmente era la marca del negocio de equipos acústicos de la empresa. Posteriormente, este negocio se transfirió a Denon Corporation.
En 1971 la empresa, ahora llamada Denon, había desarrollado un sistema de grabación digital, la modulación por impulsos codificados (PCM). En 1972 la grabadora PCM se comercializó y en 1974 el sello empezó a realizar grabaciones en Europa con este sistema. Entre ellas se incluyen el ciclo completo de cuartetos de cuerda Beethoven del Cuarteto Smetana, la integral de sinfonías de Beethoven dirigidas por Otmar Suitner, las sinfonías completas de Gustav Mahler dirigidas por Eliahu Inbal y obras de Antonín Dvořák por la Orquesta Filarmónica Checa a las órdenes de Václav Neumann. Los músicos japoneses estuvieron representados por artistas como el flautista Masahiro Arita y el violinista barroco Ryō Terakado, así como por obras de Tōru Takemitsu.
El catálogo fue distribuido por A&M Records desde 1990 hasta 1992. Este fue un programa de reedición que incluyó 390 títulos de música clásica y jazz que se publicaron en disco compacto.

## Artistas
- Eliane Elias
- Peter Erskine
- Helene Grimaud
- Steve Laury
- Jennifer Robin
- Ryuichi Sakamoto
- Archie Shepp
- Sadao Watanabe
- Andras Adorjan
- Count Basie Orchestra
- Baumgartner
- Bob Berg
- Camerata Bern
- Randy Brecker
- Coldstream Guards
- Luis Conte
- Orquesta Filarmónica Checa
- Michel Dalberto
- Huguette Dreyfus
- Eliane Elias
- Peter Erskine
- Art Farmer
- Tommy Flanagan
- Kenny Barron
- Dave Burrell